# Langhofer-Insel
Die Langhofer-Insel ist eine kleine und vereiste Insel vor der Eights-Küste des westantarktischen Ellsworthlands. Sie liegt 800 m östlich der McNamara-Insel am Nordrand des Abbot-Schelfeises. Besonderes Kennzeichen dieser Insel ist ein Felsvorsprung an ihrem südlichen Ende.
Der US-amerikanische Eisbrecher USS Glacier ankerte am 11. Februar 1961 vor der Insel. An Bord befindliche Wissenschaftler sammelten geologische und botanische Proben an besagtem Felsvorsprung. Das Advisory Committee on Antarctic Names benannte sie 1968 nach dem US-amerikanischen Topographieingenieur Joel Henry Langhofer (1915–2000) vom United States Geological Survey, der zur Besatzung auf der USS Glacier gehört und Positionsbestimmungen geographischer Objekte in diesem Gebiet vorgenommen hatte.